# Dekanat grochowski
Dekanat grochowski – dekanat diecezji warszawsko-praskiej wchodzącej w skład metropolii warszawskiej. Dziekanem dekanatu grochowskiego, od 25 grudnia 2012 r., jest ks. Andrzej Kuflikowski, proboszcz parafii św. Ojca Pio w Warszawie.
Lista parafii:
| Lp | Miejscowość / parafia                              | Proboszcz / administrator                      | Zdjęcie |
| -- | -------------------------------------------------- | ---------------------------------------------- | ------- |
| 1  | Warszawa Bożego Ciała                              | ks. Dariusz Szczepaniuk                        |         |
| 2  | Warszawa Najczystszego Serca Maryi                 | ks. prałat Krzysztof Ukleja                    |         |
| 3  | Warszawa Matki Bożej Królowej Polskich Męczenników | ks. Mariusz Czyżewski                          |         |
| 4  | Warszawa św. Wincentego Pallottiego                | ks. Józef Marcin Gontarz SAC                   |         |
| 5  | Warszawa Nawrócenia św. Pawła Apostoła             | ks. prałat Bogusław Kowalski                   |         |
| 6  | Warszawa Narodzenia Pańskiego                      | ks. Grzegorz Kowalczyk                         |         |
| 7  | Warszawa św. Patryka                               | ks. Marek Kruszewski                           |         |
| 8  | Warszawa św. Apostołów Jana i Pawła                | ks. Artur Nagraba                              |         |
| 9  | Warszawa Miłosierdzia Bożego                       | ks. Adam Galikowski                            |         |
| 10 | Warszawa św. Rity z Cascii                         | ks. Andrzej Jakubaszek                         |         |
| 11 | Warszawa Matki Bożej Nieustającej Pomocy           | ks. prałat prof. dr hab Krzysztof Warchałowski |         |
| 12 | Warszawa św. Ojca Pio                              | ks. prałat Andrzej Kuflikowski                 |         |